# Les Misérables (2012)
Les Misérables is een filmmusical uit 2012 gebaseerd op de gelijknamige theatermusical, die op haar beurt is gebaseerd op het boek van Victor Hugo. De film is geregisseerd door Tom Hooper.

## Rolverdeling
| Rol                   | Acteur               |
| --------------------- | -------------------- |
| Jean Valjean          | Hugh Jackman         |
| Javert                | Russell Crowe        |
| Fantine               | Anne Hathaway        |
| Cosette               | Amanda Seyfried      |
| Marius                | Eddie Redmayne       |
| Eponine               | Samantha Barks       |
| Enjolras              | Aaron Tveit          |
| Thénardier            | Sacha Baron Cohen    |
| Madame Thénardier     | Helena Bonham Carter |
| De bisschop van Digne | Colm Wilkinson       |
| Gavroche              | Daniel Huttlestone   |

## Muzieknummers
1. "Look Down" – Convicts, Javert, Valjean†§ – Valjean is gevangene wegens een klein vergrijp, en moet zware arbeid verrichten, maar komt na 19 jaar voorwaardelijk vrij
2. "The Bishop" – Bishop of Digne†§ – Valjean is verbitterd en steelt van de gastvrije bisschop, maar dankzij diens goedheid wordt hij niet opnieuw gevangen genomen
3. "Valjean's Soliloquy" – Valjean†§ – Valjean besluit een andere identiteit aan te nemen (wat niet mag), maar zich verder goed te gedragen
4. "At the End of the Day" – Poor, Foreman, Workers, Factory Women, Fantine, Valjean†§ – Valjean is opgeklommen tot zakenman en burgemeester; terwijl werknemers klagen over hun collega Fantine ziet hij tot zijn schrik politiefunctionaris Javert, die naar hem op zoek is wegens het niet nakomen van de voorwaarden van zijn vrijlating; deze herkent hem niet, maar Valjean wil snel weg en laat de onrust onder de medewerkers afhandelen door zijn voorman; deze ontslaat Fantine
5. "The Runaway Cart" – Valjean, Javert – bij een ongeluk op straat redt Valjean het slachtoffer; Javert, die er bij is, ziet daarbij hoe sterk deze burgemeester is, net als Valjean als gevangene was; hij twijfelt of het hem is
6. "The Docks (Lovely Ladies)" – Sailors, Old Woman, Fantine, Crone, Whores, Pimp, Toothman§ – Fantine, die voor haar dochter Cosette moet zorgen, is genoodzaakt om als prostituee te werken, helemaal nu ze is ontslagen
7. "I Dreamed a Dream" – Fantine†§ – Fantine treurt over haar moeilijke situatie, de vader van Cosette heeft haar verlaten
8. "Fantine's Arrest" – Bamatabois, Fantine, Javert, Valjean§ – Fantine verwondt uit frustratie een vervelende klant; Javert wil haar arresteren, maar Valjean komt erbij en schrikt ervan dat ze mede door het ontslag er zo slecht aan toe is, en gaat haar en Cosette helpen
9. "Who Am I?" – Valjean§ – Javert vertelt de burgemeester dat hij hem foutief heeft gerapporteerd als zijnde Valjean, de echte Valjean zou gevonden zijn; Javert schaamt zich en verwacht gestraft te worden; Valjean vindt dat niet nodig; voor Valjean zou dit heel gunstig zijn om niet meer bang te hoeven zijn gearresteerd te worden, maar dan zou degene die wordt aangezien voor hem onschuldig in de gevangenis komen; hij gaat naar de rechtszitting en biecht op dat hij Valjean is; hij wordt echter niet geloofd, men denkt dat hij in de war is
10. "Fantine's Death" – Fantine, Valjean§ – Valjean bezoekt de doodzieke Fantine; hij belooft haar dat hij voor Cosette zal zorgen; Fantine overlijdt gerustgesteld
11. "The Confrontation" – Javert, Valjean†§ – Javert wil Valjean alsnog arresteren; Valjean vraagt drie dagen uitstel om dingen te regelen voor Cosette; Javert weigert en er ontstaat een gevecht; Valjean ontsnapt
12. "Castle on a Cloud" – Young Cosette, Mme. Thénardier†§ – Cosette woont in een herberg van Thénardier en zijn vrouw, waar Fantine haar heeft moeten onderbrengen omdat ze moest werken; ze zijn veel aardiger voor hun eigen dochter Éponine dan voor Cosette
13. "Master of the House" – Thénardier, Mme. Thénardier, Inn Patrons†§ – Thénardier en zijn vrouw halen trucs uit om klanten zoveel mogelijk te laten betalen voor slecht eten en slechte voorzieningen
14. "The Well Scene" – Valjean, Young Cosette§ – Valjean vindt Cosette bij een put waar ze water haalt; ze is blij verrast dat hij zo aardig is
15. "The Bargain" – Valjean, Thénardier, Mme. Thénardier§ ze gaan naar de herberg, waar Valjean veel moet betalen om haar mee te krijgen, omdat Thénardier en zijn vrouw zogenaamd veel om haar geven, en er veel onkosten zouden zijn geweest, maar Valjean en Cosette zijn blij dat het lukt
16. "The Thénardier Waltz of Treachery" – Thénardier, Valjean, Mme. Thénardier, Young Cosette§
17. "Suddenly" – Valjean†§
18. "The Convent" – Valjean§ – Valjean en Cosette vluchten bij een controle; ze krijgen hulp van de man van wie Valjean het leven heeft gered, dankzij zijn kracht
19. "Stars" – Javert§ – Javert neemt zich voor te blijven jagen op Valjean
20. "Paris/Look Down" – Gavroche, Beggars, Enjolras, Marius, Students§ – acht jaar later, 1832, voorbereidingen voor de Juniopstand; Marius' gegoede vader vindt het een schande dat zijn zoon meedoet
21. "The Robbery" – Thénardier, Mme. Thénardier, Éponine, Valjean§ – Thénardier probeert Valjean te beroven, maar dat mislukt.
22. "Javert's Intervention" – Javert, Thénardier§
23. "Éponine's Errand" – Éponine, Marius – Marius en Cosette zien elkaar en zijn op slag verliefd. Marius en Éponine zijn goede vrienden. Marius vraagt haar om uit te zoeken waar Colette woont. Ondanks dat Éponine ook verliefd is op Marius (maar dit is dus niet wederzijds), doet ze dat voor hem.
24. "ABC Café/Red and Black" – Students, Enjolras, Marius, Grantaire, Gavroche†§ – de door de revolutionairen geliefde Generaal Lamarque is dood, dit is aanleiding om de opstand te beginnen
25. "In My Life" – Cosette, Valjean, Marius, Éponine§
26. "A Heart Full of Love" – Marius, Cosette, Éponine†§
27. "The Attack on Rue Plumet" – Thénardier, Thieves, Éponine, Valjean
28. "On My Own" – Éponine†§
29. "One Day More" – Valjean, Marius, Cosette, Éponine, Enjolras, Javert, Thénardier, Mme. Thénardier, Cast of Les Misérables†§
30. "Do You Hear the People Sing?" – Enjolras, Marius, Students, Beggars§ – strijdlied
31. "Building the Barricade (Upon These Stones)" – Enjolras, Javert, Gavroche, Students§
32. "Javert's Arrival" – Javert, Enjolras§
33. "Little People" – Gavroche, Students, Enjolras, Javert§
34. "A Little Fall of Rain" – Éponine, Marius§ – Éponine sterft in de armen van Marius
35. "Night of Anguish" – Enjolras, Marius, Valjean, Javert, Students
36. "Drink With Me" – Grantaire, Marius, Gavroche, Students†§
37. "Bring Him Home" – Valjean†§
38. "Dawn of Anguish" – Enjolras, Marius, Gavroche, Students§
39. "The Second Attack (Death of Gavroche)" – Gavroche, Enjolras, Students, Army Officer§ – Ondanks goede raad van zijn volwassen vrienden om zich niet in de strijd te begeven, doet de kleine jongen Gavroche dit toch, waarbij hij sterft.
40. "The Sewers" – Valjean, Javert§
41. "Javert's Suicide" – Javert†§
42. "Turning" – Parisian women§
43. "Empty Chairs at Empty Tables" – Marius†§ – Marius rouwt om zijn dode vrienden
44. "A Heart Full of Love [Reprise]" – Marius, Cosette, Valjean, Gillenormand§
45. "Valjean's Confession" – Valjean, Marius§ – Valjean bekent aan Marius zijn verleden, en vraagt aan hem te beloven dit niet aan Cosette te vertellen, omdat dit niet goed is voor haar eigenwaarde en reputatie. Hij vertrekt ook zonder van Cosette afscheid te nemen, Marius moet maar tegen haar zeggen dat hij een verre reis is gaan maken.
46. "Suddenly [Reprise]" – Marius, Cosette§
47. "Wedding Chorale" – Chorus, Marius, Thérnardier, Mme. Thérnardier§
48. "Beggars at the Feast" – Thénardier, Mme. Thénardier§ – Op het bruiloftsfeest van Marius en Cosette komen als ongenode gasten Thénardier en zijn vrouw, ze worden gelijk op straat gezet
49. "Valjean's Death" – Valjean, Fantine, Cosette, Marius, Bishop of Digne†§ – Valjean is nog in de buurt. Inmiddels is duidelijk geworden dat Valjean Marius' leven heeft gered tijdens de opstand, en Cosette en Marius vinden hem nu nog meer een held. Hij kan nu in vrede sterven.
50. "Do You Hear the People Sing? [Reprise] / Epilogue" – The Cast of Les Misérables†§

- † op de highlights edition soundtrack
- § op de deluxe edition soundtrack

## Discografie

### Albums
| Album met eventuele hitnotering(en) in de Nederlandse Album Top 100 | Datum van verschijnen | Datum van binnenkomst | Hoogste positie | Aantal weken | Opmerkingen  |
| ------------------------------------------------------------------- | --------------------- | --------------------- | --------------- | ------------ | ------------ |
| Les Misérables: Highlights from the motion picture soundtrack       | 2013                  | 19-01-2013            | 14              | 11           | door de cast |

### Singles
| Single met eventuele hitnotering(en) in de Nederlandse Top 40 | Datum van verschijnen | Datum van binnenkomst | Hoogste positie | Aantal weken | Opmerkingen                                      |
| ------------------------------------------------------------- | --------------------- | --------------------- | --------------- | ------------ | ------------------------------------------------ |
| I dreamed a dream                                             | 2013                  | -                     |                 |              | door Anne Hathaway / Nr. 58 in de Single Top 100 |

## Trivia
- Colm Wilkinson die in de filmversie van de musical de bisschop van Digne speelt, speelde zowel op West End als op Broadway de rol van Jean Valjean.
- Alle nummers zijn live op de set opgenomen